# Antiopala
Antiopala é um gênero de traça pertencente à família Agonoxenidae.